# Kronvittnet
Kronvittnet är en svensk thrillerfilm från 1989 i regi av Jon Lindström och med manus av Lindström och Rita Holst.

## Om filmen
Inspelningen ägde rum i Stockholm mellan augusti och oktober 1988 med Ingemar Ejve som producent och Esa Vuorinen som fotograf. Filmen premiärvisades 3 februari 1989 på flera biografer runt om i Sverige. Den har även visats av TV3 och TV4 och kom 2007 ut på DVD.
Filmen fick ett blandat mottagande av kritikerna.

## Handling
Thomas Kohlman lever i ett barnlöst äktenskap med Leonie. När Leonie reser till Köpenhamn för en gynekologisk undersökning är Thomas otrogen med den 19-åriga Jenny Myhr. En dag är Jenny försvunnen och samtidigt har det försvunnit stora mängder narkotika från Thomas forskningslaboratorium. Polisen tillkallas och Thomas blir till slut misstänkt för mord på Jenny. Därefter följer en djupdykning i forskaren, hans fru och utredningsledarens behov, kärlek och hopp som till slut leder fram till att en annan trio involveras: En advokat, hans fru och älskarinna.  

## Rollista
- Gösta Ekman	– Lambert
- Emma Norbeck – Jenny
- Marika Lagercrantz – Leonie
- Per Mattsson – Thomas
- Patrik Ersgård – Verner
- Jessica Zandén – Arianne
- Stefan Sauk – Robert
- Janne Carlsson – Axel
- Mimi Pollak – gumman
- Allan Svensson – åklagaren
- Percy Brandt – advokaten
- Sissi Kaiser – rättens ordförande
- Valentin Sköld – bartendern
- Lennart Norbäck – journalist
- Ylva Swedenborg – journalist
- János Herskó – professorn
- Lotta Krook – Roberts fru

### Fotnoter
1. 1 2 3  ”Kronvittnet”. Svensk Filmdatabas. http://www.sfi.se/sv/svensk-filmdatabas/Item/?itemid=16200&type=MOVIE&iv=Basic&ref=/templates/SwedishFilmSearchResult.aspx?id%3d1225%26epslanguage%3dsv%26searchword%3dkronvittnet%26type%3dMovieTitle%26match%3dBegin%26page%3d1%26prom%3dFalse. Läst 22 maj 2013.